# Katharina Reschke
Katharina Reschke (* 1968 in Mülheim an der Ruhr) ist eine deutsche Autorin für Bücher und Drehbücher.

## Leben
Katharina Reschke hat einen Magister in Literatur und Sprachen (Germanistik, Französisch und Italienisch) an der Universität zu Köln erworben, lebt und arbeitet seit 1999 als Autorin in Berlin und schreibt für Kinder ebenso wie Erwachsene.
Als Drehbuchautorin schrieb Katharina Reschke u. a. die Kinofilme Hanni & Nanni und Das Sandmännchen – Abenteuer im Traumland, den TV-Film Charlottes Welt – Geht nicht gibt’s nicht – eine freie Adaption des gleichnamigen Romans von Susanne Fröhlich – sowie zahlreiche Drehbücher für Fernsehserien.
Für das Drehbuch zum Sandmännchen-Kinofilm, das sie zusammen mit Jan Strathmann schrieb, gewann sie 2008 den Hessischen Filmpreis in der Kategorie Drehbuch und wurde 2009 für den Deutschen Animationsdrehbuchpreis nominiert. 2012 wurde das Drehbuch mit dem Kindertiger ausgezeichnet.
Für ihre Serie Vorsicht – keine Engel! wurde sie 2003 für den Erich Kästner-Fernsehpreis sowie den Goldenen Spatz nominiert.
Im Herbst 2012 erschien Katharina Reschkes erstes Kinderbuch unter dem Titel Roxy Sauerteig – Das 4. Obergeheimnis links im Baumhaus Verlag. Weitere Werke folgten. Anlässlich des Erscheinens ihres Debüts für Erwachsene Tausche Leben – suche Glück meinte die Autorin in einem Interview im Tagesspiegel, sie „liebe spekulative Fiktion“ und wolle ihre „Leserinnen und Leser gerne in eine fremde Welt entführen, die neu und spannend für sie ist“. Ihr im Rahmen der Aktion Ich schenk dir eine Geschichte zum Welttag des Buches 2023 geschriebenes Buch Volle Fahrt ins Abenteuer (illustriert von Timo Grubing) startete mit einer Auflage von 1,2 Millionen.
Reschke ist zudem als Jury-Mitglied, Dramaturgin und Dozentin für Festivals, Förderungen und andere Institutionen tätig.
Sie lebt in Berlin-Friedrichshain und zeitweise in San Francisco.

## Auszeichnungen
- 2003 Nominierung Erich Kästner-Fernsehpreis
- 2003 Nominierung Goldener Spatz
- 2003, 2009 writer in residence am Grinnell College, Iowa/USA
- 2008 Hessischer Filmpreis Kategorie Drehbuch
- 2009 Nominierung für den Deutschen Animationsdrehbuchpreis
- 2012 Kindertiger
- 2015 Nominierung für den Deutschen Animationsdrehbuchpreis

## Werkübersicht (Auswahl)

### Filmografie
- 2002: Ein Fall für TKKG (eine Folge)
- 2003: Vorsicht – keine Engel! (Serie)
- 2010: Hanni & Nanni (Kino, 2010)
- 2010: Das Sandmännchen – Abenteuer im Traumland (Kino)
- 2010: Rennschwein Rudi Rüssel (mehrere Folgen)
- 2014: Charlottes Welt – Geht nicht, gibt’s nicht (TV-Spielfilm)
- 2016: Der kleine Rabe Socke (mehrere Folgen für Zeichentrickserie)
- 2020: Petronella Apfelmus (mehrere Folgen für Zeichentrickserie)

### Bücher
- Roxy Sauerteig – Das 4. Obergeheimnis links, Baumhaus Verlag 2012, ISBN 978-3-833-90160-7
- Roxy Sauerteig – Alles löst sich in Luft auf, Baumhaus Verlag 2013, ISBN 978-3-833-90227-7
- Morlot – Detektive schlafen nie, Boje Verlag 2014, ISBN 978-3-414-82401-1
- Roxy Sauerteig – Gib Affen keinen Zucker!, Baumhaus Verlag 2015, ISBN 978-3-833-90326-7
- Björn, das Büffelschaf, Boje Verlag 2016, ISBN 979-8-722-31430-7
- Pia und Poppy und der verschwundene Professor, CBJ Verlag 2020, ISBN 978-3-570-17688-7
- Pia und Poppy und das Rätsel um den Seelöwen, CBJ Verlag 2021, ISBN 978-3-570-17689-4
- Doodel-di-doo - Der verrückte Schreibkritzel-Spaß, Arena Verlag 2021, ISBN 978-3-401-71803-3
- Tausche Leben - suche Glück, Fischer Verlag 2021, ISBN 978-3-596-70048-6
- Träume sind wie wilde Tiger, CBJ Verlag 2022, ISBN 978-3-570-17670-2
- Ich schenk dir eine Geschichte – Volle Fahrt ins Abenteuer, CBJ Verlag 2023, ISBN 978-3-570-18049-5